# Hatulia B
| \| \| |
|       |

|  |

Hatulia B (Hatolia B) ist ein osttimoresisches Verwaltungsamt (portugiesisch Posto Administrativo) in der Gemeinde Ermera. Es wurde am 1. Januar 2022 vom Verwaltungsamt Hatulia abgetrennt.

## Geographie
Die Sucos Fatubolo (Fatubolu, Fatubalu), Fatubessi (Fatubesse), Lisapat (Lissapat, Lisabat), Mau-Ubo (Mau-Ubu, Mauabu, Maubo) und Urahou (Uruhau) wurden 2022 vom Verwaltungsamt Hatulia abgetrennt und zum Verwaltungsamt Hatulia B umgewandelt. Hatulia B hat eine Fläche von 79,08 km².
Hatulia B liegt im Norden der Gemeinde Ermera. Westlich und südlich grenzt es an das Verwaltungsamt Hatulia, östlich an das Verwaltungsamt Ermera und im Norden an das Verwaltungsamt Liquiçá der Gemeinde Liquiçá. Der Verwaltungssitz wurde am 19. April 2023 in Fatubessi eingeweiht.

## Einwohner

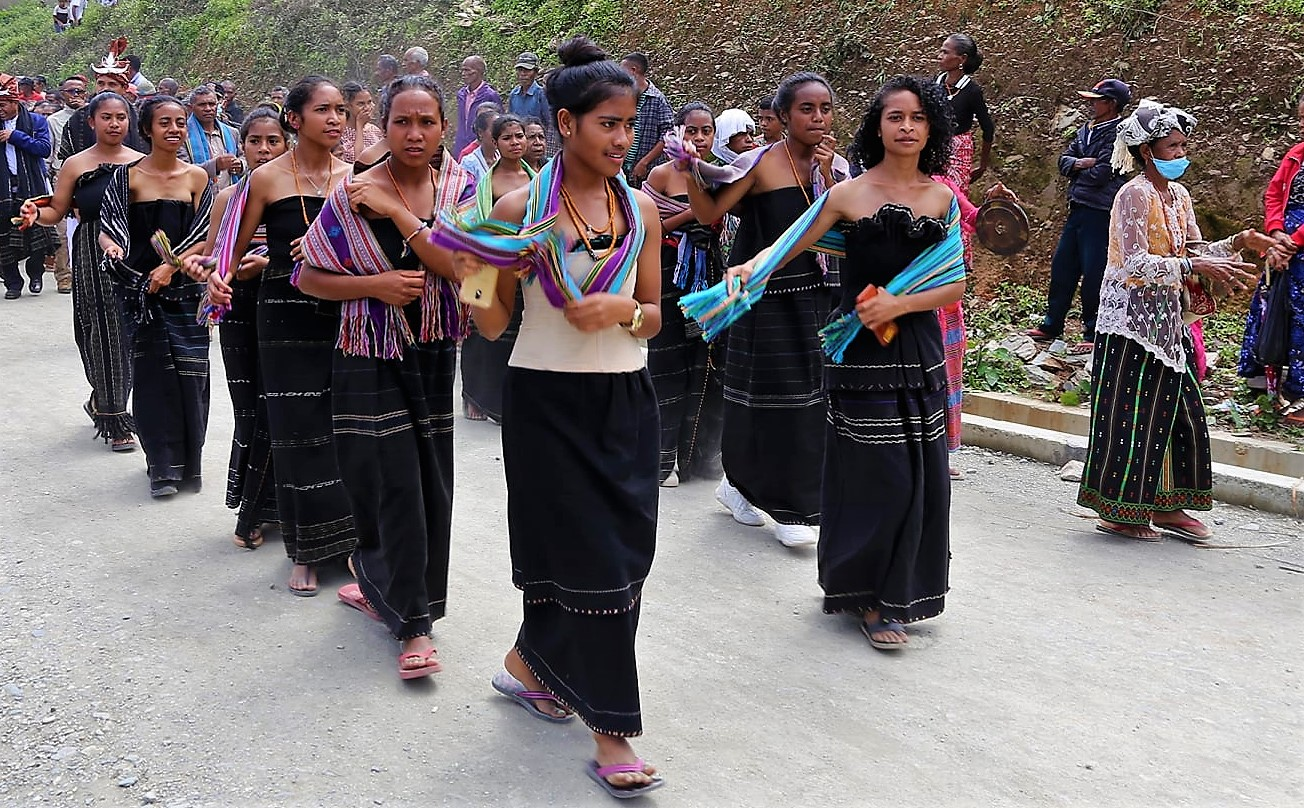
Festtag in Fatubolo

Hatulia B hat 21.479 Einwohner (2022), davon sind 10.918 Männer und 10.561 Frauen. Im Verwaltungsamt gibt es 3.509 Haushalte. Mehr als die Hälfte der Bevölkerung spricht als Muttersprache Tetum Prasa, 45 % Mambai und etwa 200 Einwohner Tokodede. Kleine Minderheiten sprechen Habun und Atauru.

## Geschichte
Mitte des 18. Jahrhunderts wurden die portugiesischen Kolonialherren westlich von Dili von den Reichen Ermera, Liquiçá und Leimea unterstützt. Im Frühjahr 1867 erhoben sich die unter der Oberhoheit von Maubara stehenden Kemak aus Leamean gegen die Portugiesen. Gouverneur Francisco Teixeira da Silva schlug den Widerstand in einem ungleichen Kampf nieder. In der 48 Stunden dauernden entscheidenden Schlacht mussten sich die Rebellen gegen eine an Feuerkraft überlegene Übermacht wehren. 15 Dörfer wurden eingenommen und niedergebrannt. Die Anzahl der Opfer unter den Timoresen ist nicht bekannt, die Portugiesen bezifferten ihre Verluste mit zwei Toten und acht Verwundeten. Das Territorium Leimeas wurde auf die benachbarten Reiche aufgeteilt.

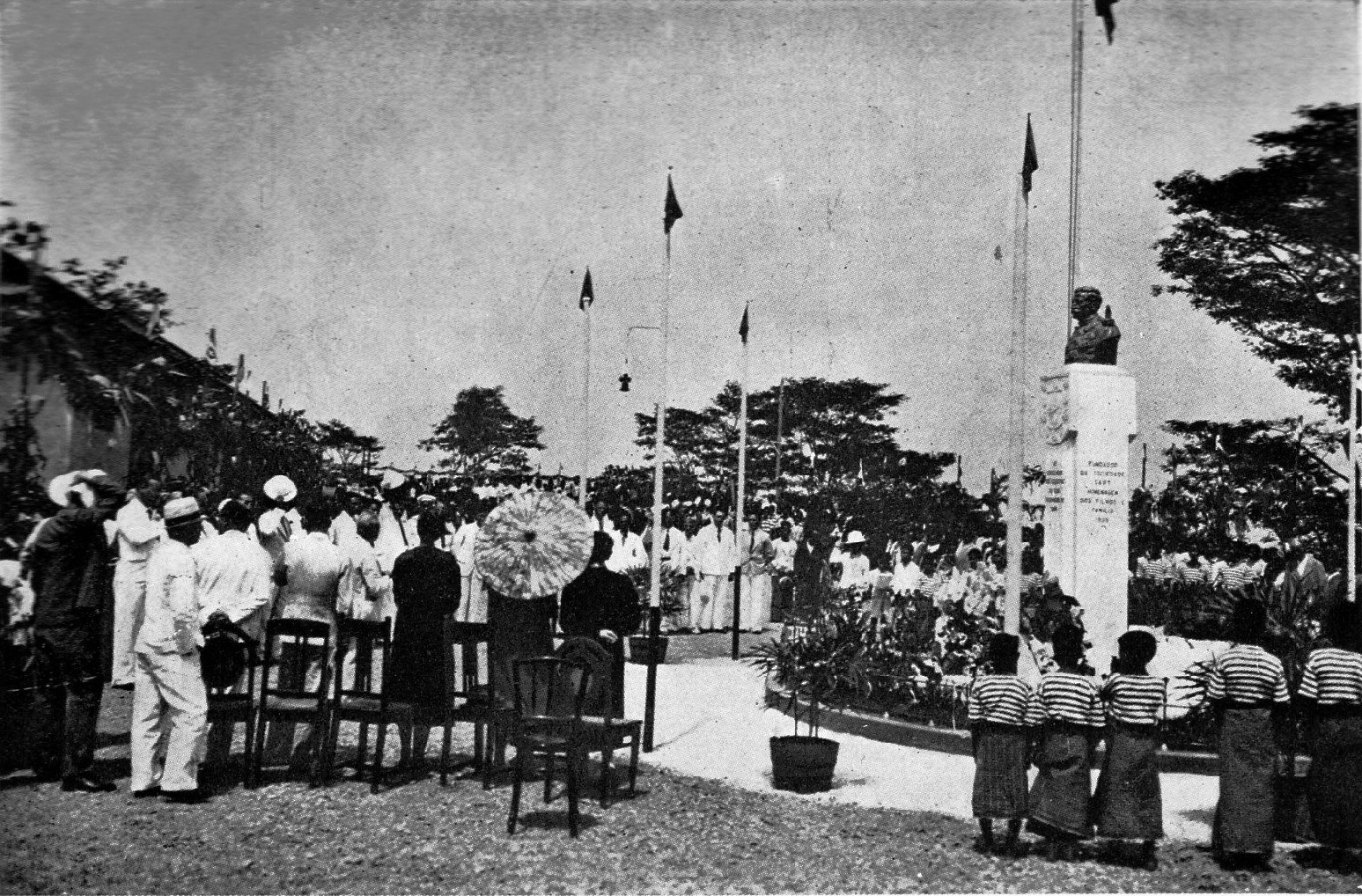
Aufstellung der Bronze von José Celestino da Silva (1940)

Unterhalb der auf einem Hügel stehenden Kapelle Santuário de Nossa Senhora Peregrina im Ort Fatubessi steht ein Denkmal für den portugiesischen Gouverneur José Celestino da Silva (1894–1908), der in Fatubessi die Kaffeeplantagen der Sociedade Agrícola Pátria e Trabalho (SAPT) gründete. Zur Fazenda gehörten auch die Kapelle und die anderen wichtigen Gebäude des Ortes. Die Kapelle wurde im Auftrag der Nachkommen des Gouverneurs, die weiterhin große Anteile an der SAPT hielten, in wenigen Monaten errichtet und am 13. Oktober 1939 vom Priester Francisco Madeira geweiht. Die Kapelle hat eine Fläche von 12,20 Quadratmeter, der Portikus misst vier Meter. Auch die Säule mit der Bronzebüste Silvas wurde im Januar 1940 von der Familie Silvas errichtet. Während der indonesischen Besatzung (1975–1999) wurde die Büste gestohlen und nach Westtimor verschleppt. Erst als die Bevölkerung sich bei Mário Viegas Carrascalão beschwerte, wurde die Büste nach Fatubessi zurückgebracht.

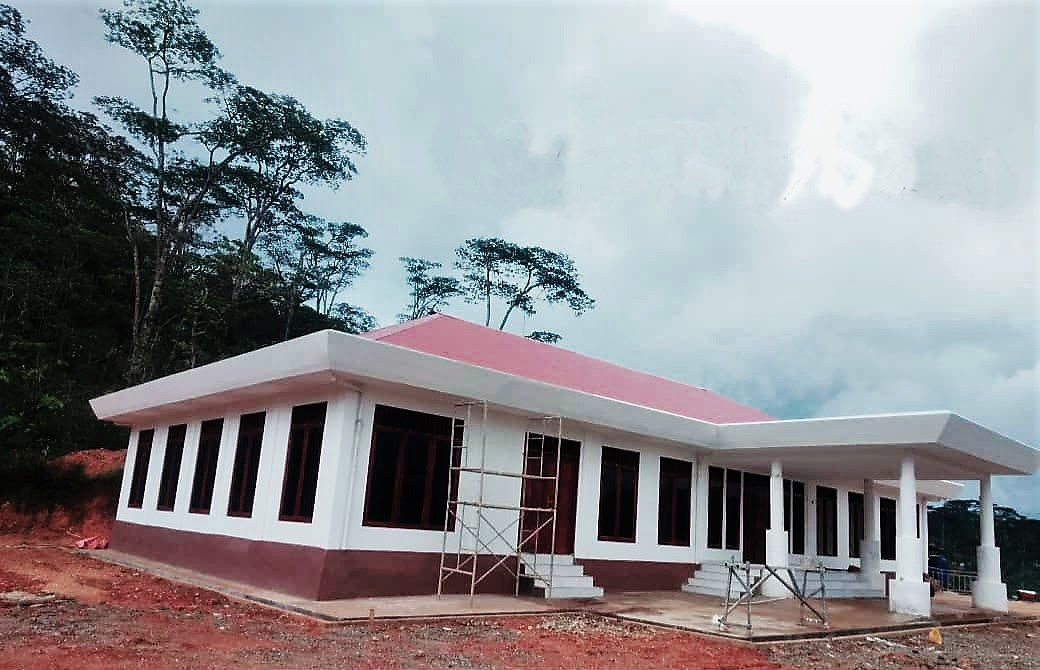
Der neu errichtete Sitz des Verwaltungsamtes (2023)

1976 erreichten die indonesischen Invasoren auch Hatulia. In Fatubessi befand sich eine Widerstandsbasis (base de apoio ) gegen die Indonesier, die von 1976 bis 1978 bestand. Sie war das Hauptquartier für den Sector Fronteira Norte. Als der Angriff auf Fatubessi durch das indonesische Bataillon 611 begann, sollte die Bevölkerung in zwei Richtungen evakuiert werden. Einmal nach Südwesten zum Berg Taroman, zum anderen nach Südosten in Richtung Beco und dann weiter zum Berg Ucecai im gleichnamigen Suco (Verwaltungsamt Zumalai). Die erste Gruppe wurde vom indonesischen Militär im Verwaltungsamt Ermera aufgegriffen und in Fatubessi interniert. Die zweite Gruppe überquerte beim Ort Beco den Fluss Loumea und erreichte das Tiefland im Süden von Zumalai. Doch im Januar 1978 gerieten sie unter Beschuss der Indonesier am Fluss Mola. Wer in der Widerstandsbasis gefangen genommen wurde, kam in ein Transit Camp in Fatubessi, wo akuter Nahrungsmittelmangel herrschte. Der Hungertod war alltäglich. Ein Transit Camp gab es Ende 1979 auch in Urahou.
Während der Unruhen von 1999 operierten zwischen dem 27. Januar und September in Hatulia die pro-indonesischen Milizen Darah Merah, Aitarak und Pancasila zusammen mit dem indonesischen Militär gegen Befürworter der Unabhängigkeit Osttimors. Zwischen dem 10. und 14. Mai wurden alle Sucos des heutigen Hatulia B von Milizen überfallen.
Bei einem Waldbrand am 2. und 3. Oktober 2019 kam es in Lisapat und Urahou zu großen Zerstörungen.

## Politik
Am 29. Januar 2024 wurde Sertorio da Silva Madeira zum Administrator ernannt.